# Diocèse de Chișinău et de toute la Moldavie (Église orthodoxe vieille-ritualiste russe)

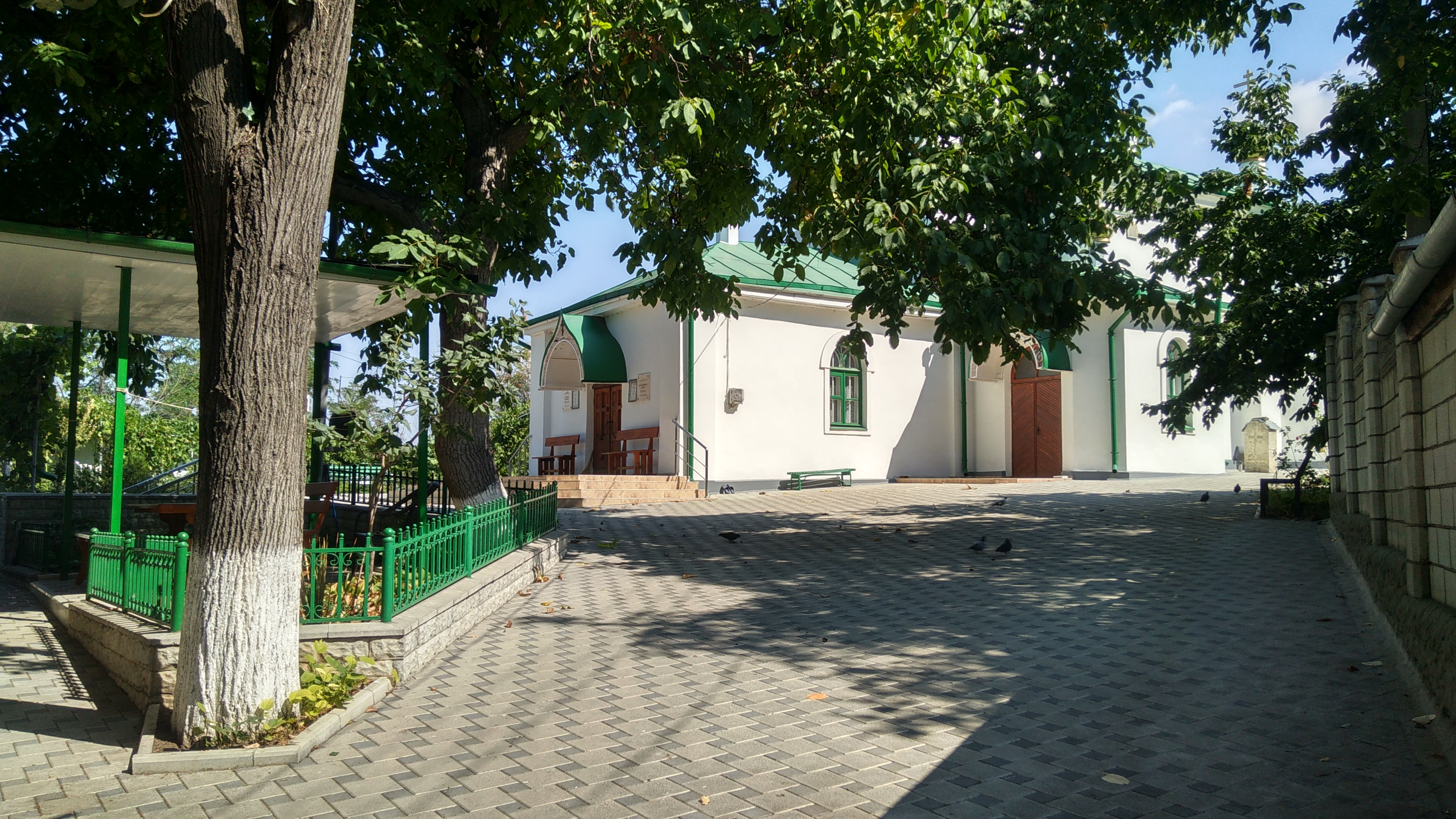
Église de Chișinău

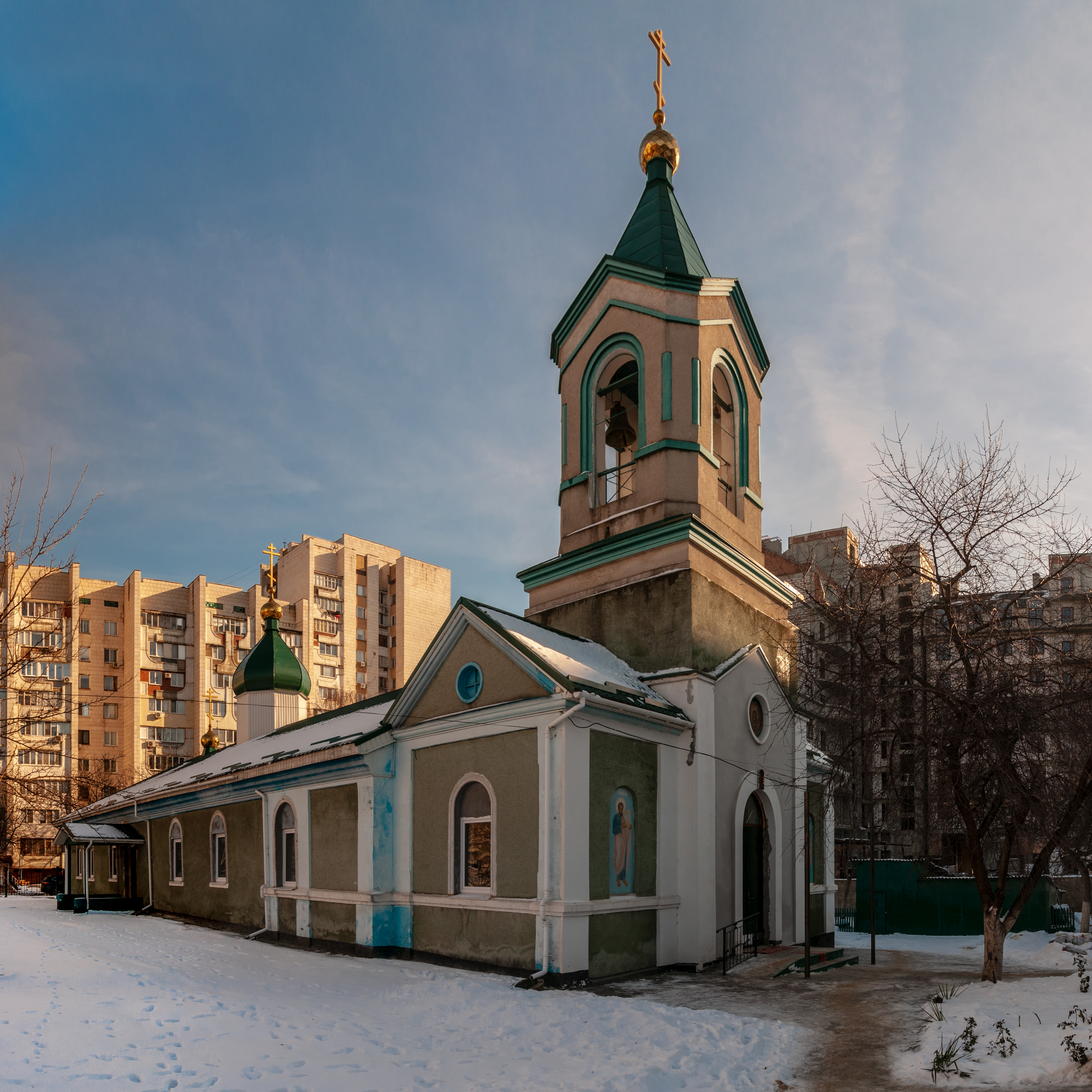
Église de Tiraspol

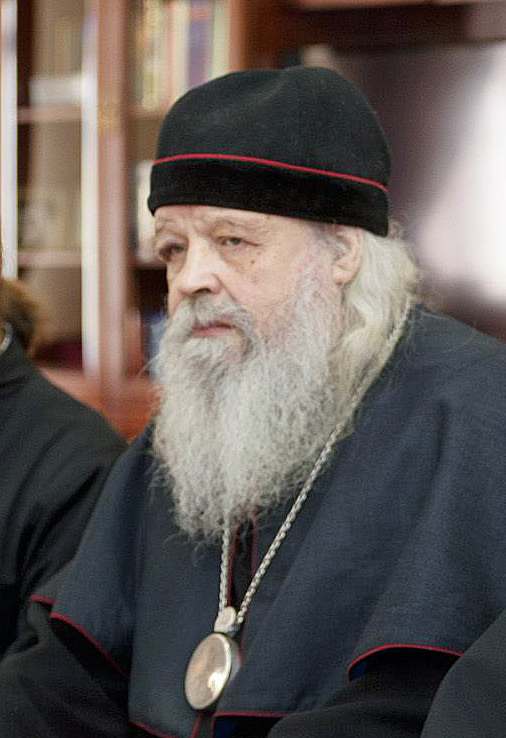
Eumenius (Mikheev), Évêque de Chișinău et de toute la Moldavie

Le diocèse de Chișinău et de toute la Moldavie est une juridiction de l'Église orthodoxe vieille-ritualiste russe en Moldavie (y compris la Transnistrie) dont le siège est à Chișinău. Le primat porte le titre d'Évêque de Chișinău et de toute la Moldavie (titulaire actuel : Eumenius (Evgeny Ivanovich Mikheev), depuis le 2 janvier 2005).

## Hiérarchie de Bila Krynytsya
L'Église orthodoxe vieille-ritualiste russe ou Église orthodoxe russe des Vieux-croyants est une Église orthodoxe traditionaliste, née d'un schisme de l'Église orthodoxe russe au XVIIe siècle. C'est la première et la plus importante des Églises de la branche presbytérienne (« avec prêtres ») des Orthodoxes vieux-croyants et une des deux Églises dites de la « Hiérarchie de Bila Krynytsya », d'après le nom du village de la province historique de Bucovine (aujourd'hui en Ukraine) où a été recréée une Église avec triple hiérarchie pour les Vieux-croyants en 1847.

## Histoire

### Bessarabie
La Bessarabie est une terre d'accueil pour les Vieux-croyants fuyant les persécutions en Russie.

### Roumanie
Le diocèse est créé en 1920.

### Union soviétique
En 1940, l'URSS annexe le territoire de la Bessarabie. L'évêque de Kichinev Innocent (Usov), qui avait fui la Russie soviétique, s'installe en Roumanie.

## Organisation

### Structure territoriale
Le diocèse compte une quinzaine de communautés organisées dans plusieurs doyennés.

### Communautés locales par région
- Région Capitale ou de Chișinău :
  - Chișinău
- Région Nord ou Haute-Moldavie :
  - Balti
  - Cunicea 1
  - Cunicea 2
  - Dobrogea Veche
  - Egorovca
  - Valaya Rodoya (Varshavka)
- Région Centre ou Moyenne-Moldavie :
  - Orhei
  - Pocrovca
  - Sîrcova
  - Telenești
- Région Sud ou Basse-Moldavie :
  - Cahul
- Région autonome de la rive gauche du Dniestr (Moldavie) / République moldave du Dniestr (Transnistrie) :
  - Bender (Tighina)
  - Bychok
  - Tiraspol